# Wisłok

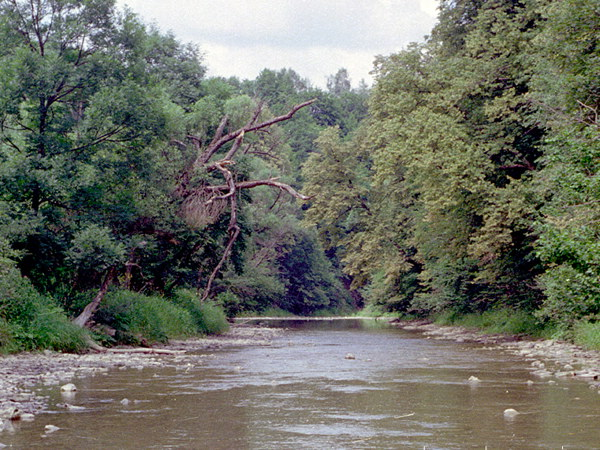
Gebirgsfluss Wislok, Waldkarpaten, Bieszczady, 2005

Der Wisłok ist ein Fluss in den Ostkarpaten im südöstlichen Polen. Er entspringt (wie die Wisłoka) in den Niederen Beskiden und mündet bei Dębno in den San. Der Wisłok hat eine Länge von 220 km, das Einzugsgebiet ist 3540 km² groß.

## Wichtige Zuflüsse
- Mleczka
- Tabor (auch Morwowa bzw. Morawa)
- Pielnica
- Ropny potok
- Stobnica

## Geschichte
Der Name des Flusses wurde erstmals gegen Ende des 14. Jh. erwähnt (1372 Visloka, um 1390 Wislok, 1410 Wyslok). Er ist mit den Namen Wisła (Weichsel) und Wisłoka verwandt und vom proto-indoeuropäischen veis (etwas Flüssiges) abgeleitet. Im deutschsprachigen Schöffenbuch des Dorfs Krzemienica wurde der Fluss als [die] Weislok, Weyslog, Weyszlock und Weyszlog erwähnt. Ähnlich wurden einige Zuflüsse unter deutschen Nebennamen erwähnt, z. B. Ropny potok im Jahr 1518 als Rathkow. Die deutschen Namensformen sind schon lange nicht mehr gebräuchlich.
Im Mittelalter (bis 1340) bildete der Fluss (von etwa der Höhe von Krosno bis zum Rzeszów, südlich verlief die Grenze entlang der Jasiołka) die ungefähre Grenzlinie zwischen dem Königreich Polen und dem Fürstentum Halytsch-Wolodymyr, danach innerhalb Polens die Grenze zwischen den Landschaften Kleinpolen (Małopolska) und Rotruthenien (Ruś Czerwona).

## Verlauf
Der Wisłok entspringt am östlichen Abhang des Bergs Kanasiówka in den Niederen Beskiden, südlich des Orts Wisłok Wielki, an der Grenze zwischen Polen und der Slowakei. Der Fluss lässt die Beskiden nach über 20 km zwischen Rymanów und Odrzechowa im Sanoker Flachland hinter sich, wo sich die Jezioro Sieniawskie befindet. Sein Lauf wendet sich hinter Besko in nordwestliche Richtung, fließt u. a. durch Haczów, Iskrzynia, Krościenko Wyżne, Krosno, Odrzykoń. Bei Frysztak ändert der Wisłok seinen Lauf nach Nordosten Richtung Strzyżów, trennt Strzyżów-Gebirge im Nordwesten und Dynów-Gebirge im Südosten, hinter Czudec beugt sich nördlich, danach durchfließt er Boguchwała und Rzeszów, die Hauptstadt der Woiwodschaft. An der Höhe der A4 wendet er sich östlich, lässt Łańcut im Süden vorbei, nördlich von Przeworsk beugt er sich wieder durch Tryńcza in Richtung Norden. Nach 220 Kilometern mündet der Fluss bei Dębno in den San.